# Sonntag (Wochenzeitung)
Der Sonntag (Wochenzeitung für Kultur, Politik, Kunst und Unterhaltung) erschien zwischen dem 7. Juli 1946 und dem 4. November 1990 und gehörte mit einer Auflage von 22.500 Exemplaren zu den auflagenschwächeren Wochenzeitungen der DDR. Herausgegeben wurde der Sonntag vom Kulturbund der DDR und erschien im Aufbau-Verlag in Berlin. 
Für 1973 ist ein Graphik-Wettbewerb der Zeitung belegt, dessen 1. Preisträger Erich Franke war.
Nach Auflösung des Herausgebers 1990 ging der Titel in der Wochenzeitung „Freitag“ (heute „der Freitag“) auf.

Titelkopf der letzten Ausgabe des Sonntag vom 4. November 1990

## Chefredakteure
- Carl Helfrich bis 1949
- Heinrich Goeres 1949 bis 1955
- Heinz Zöger 1955 bis 1956
- Bernt von Kügelgen 1956 bis 1976
- Hans Jacobus 1976 bis 1985
- Wilfried Geißler 1985 bis 1990